# Tutumo (Barranca)
Tutumo es una localidad peruana ubicada en el distrito de Supe, perteneciente a la provincia de Barranca del departamento de Lima, en la costa central del Perú. 

## Ubicación
Tutumo se ubica al suroeste de la provincia de Barranca, en el distrito de Supe, en el departamento de Lima.

## Demografía
En 2017 Tutumo tenía una población de 38 habitantes.
| Gráfica de evolución demográfica de Tutumo entre 1993 y 2017 |
|                                                              |
| Fuentes: Población 1993 y 2017                               |